# TRY：我們成為奇蹟
《TRY：我們成為奇蹟》（韓語：트라이: 우리는 기적이 된다）是韓國SBS自2025年7月25日起播出的金土電視剧，由《模範計程車2》的共同導演張榮錫與榮獲SBS劇本徵集最優秀作品獎的林進我編劇聯袂打造。劇情講述萬年倒數第一的漢陽體育高中橄欖球部與新任的怪才教練，向全國體育大賽冠軍邁進的不可預測體育成長記。
海外由Netflix同步上線。

## 演員陣容

### 主要人物
- 尹啟相[6] 飾演 朱嘉藍[5]：37歲，漢陽體高橄欖球部教練。
- 林世美[7] 飾演 裴怡智：37歲，漢陽體高射擊部選手兼教練。
- 金曜漢[8][9] 飾演 尹成俊：19歲，漢陽體高3年級生，橄欖球部主將兼翼鋒（Wing）。

### 其他人物
- 吉海蓮 飾演 姜正效[10]：61歲，漢陽體高校長。
- 金珉賞 飾演 成宗慲[10]：58歲，漢陽體高校監兼預備校長。
- 張赫鎮 飾演 羅規元[10]：50歲，副教育監、漢陽體高家長會代表，權力的化身。
- 李成旭 飾演 全諾筠[10]：45歲，漢陽體高射擊部教練。
- 鄭順元 飾演 方興男[10]：37歲，漢陽體高有氧運動教練，也是努力晉升正職的約聘教練。
- 宋英奎 飾演 金敏重[10]：40歲，漢陽體高橄欖球部前教練，現為大常高中橄欖球部教練。
- 朴淨涓 飾演 徐優進[9][10]：19歲，漢陽體高3年級生，射擊部主將。
- 金伊俊 飾演 吳英光[10]：19歲，漢陽體高3年級生，橄欖球部副主將兼接鋒（Fly-half）。
- 李秀燦 飾演 蘇明佑[10]：19歲，漢陽體高3年級生，橄欖球部的勾球前鋒（Hooker）。
- 尹在贊 飾演 都炯殖[10]：18歲，漢陽體高2年級生，橄欖球部的傳鋒（Scrum-half）。
- 黃成彬 飾演 金遒洋[10]：18歲，漢陽體高2年級生，橄欖球部的前鋒（Prop）。
- 禹珉規 飾演 表善皓[10]：18歲，漢陽體高2年級生，柔道部出身，現為橄欖球部的前鋒（Prop）。
- 金湍   飾演 文雄[10]：19歲。
- 曹杆決 飾演 姜太風[10]：17歲，漢陽體高1年級生，橄欖球部的中鋒（Center）。
- 裴明鎮 飾演 馬碩峰[10]：37歲，漢陽體高橄欖球部出身，現為炸雞店社長。
- 李智敏 飾演 梁勝喜[10]：37歲，漢陽體高保健室老師。
- 成知映 飾演 羅設炫[10]：19歲，規元的女兒，漢陽體高3年級生，射擊部副主將，也是學生會長。
- 鄭基燮 飾演 文哲永：49歲，文雄的父親，前橄欖球選手。
- 趙軟希 飾演 金所炫：48歲，優進的母親，擁有3面銀牌的前射擊國手。

### 特別出演
- 權律 飾演 牟祥氣：36歲，前韓國橄欖球隊國手，嘉藍的宿敵。
- 徐正妍 飾演 元靜：46歲，成俊、皙俊雙胞胎的母親。
- 禹康民 飾演 李昌勇：漢陽體高校警，前柔道國手。

## 原声带
- Part.1（发行日期：2025年7月25日）[11][12]

| 曲序 | 曲目          | 演唱 |
| ---- | ------------- | ---- |
| 1.   | SURF          | 基贤 |
| 2.   | SURF（Inst.） |      |

- Part.2（发行日期：2025年8月1日）[13]

| 曲序 | 曲目               | 演唱     |
| ---- | ------------------ | -------- |
| 1.   | Touchdown          | fromis_9 |
| 2.   | Touchdown（Inst.） |          |

## 分集
| 集數 | 首播日期      | 片長   | 南韓收視人數 （百萬） |
| ---- | ------------- | ------ | --------------------- |
| 1    | 2025年7月25日 | 68分鐘 | 0.736                 |
| 2    | 2025年7月26日 | 63分鐘 | 0.818                 |
| 3    | 2025年8月1日  | 68分鐘 | 0.929                 |
| 4    | 2025年8月2日  | 62分鐘 | 1.106                 |
| 5    | 2025年8月8日  | 68分鐘 | 1.014                 |
| 6    | 2025年8月9日  | 60分鐘 | 1.057                 |
| 7    | 2025年8月15日 | 64分鐘 | 0.963                 |
| 8    | 2025年8月16日 | 61分鐘 | 1.267                 |
| 9    | 2025年8月22日 | 待公佈 | 待定                  |
| 10   | 2025年8月23日 | 待公佈 | 待定                  |

## 收視率
《TRY：我們成為奇蹟》於2025年7月25日在韓國地上波SBS開播，首集取得4.1%的收視率，分段收視最高達4.8%，位居同時段收視冠軍，雖然略低於前一檔《我們的電影》的開播收視（4.2%），但持平前一檔的終映收視（4.1%）。本劇連續5集收視上漲，第8集則創下自身最高收視6.8%、分段收視最高達8.8%，且連續4週位居週五迷你劇收視冠軍。第4集的20至49歲收視達1.8%，分段最高達2.23%，位居週六迷你劇20至49歲收視冠軍。
本劇收視與綜合編成頻道的JTBC土日劇《夢想成為律師的律師們》產生拉鋸，其中共有1集收視高於該劇、1集收視被該劇超越。與其他同期播映的週末劇相比，本劇收視低於同屬地上波的KBS 2TV週末劇《拜託老鷹5兄弟！》、《華麗的日子》，以及有線電視的tvN土日劇《瑞草洞》；但高於同屬地上波的MBC特選系列《賭命為王》、金土劇《死亡天使瑪莉》，以及綜合編成的JTBC金曜系列《善良的他》、MBN外購劇集《清潭國際高等學校2》、Channel A土日劇《代替旅行》。
| 季數 | 季數 | 每季集數 | 每季集數 | 每季集數 | 每季集數 | 每季集數 | 每季集數 | 每季集數 | 每季集數 | 每季集數 | 每季集數 | 每季集數 | 每季集數 |
| 季數 | 季數 | 1        | 2        | 3        | 4        | 5        | 6        | 7        | 8        | 9        | 10       | 11       | 12       |
| ---- | ---- | -------- | -------- | -------- | -------- | -------- | -------- | -------- | -------- | -------- | -------- | -------- | -------- |
|      | 1    | 736      | 818      | 929      | 1106     | 1014     | 1057     | 963      | 1267     | 待定     | 待定     | 待定     | 待定     |

| 集數 | 播出日期      | 尼爾森全國收視率 | 尼爾森全國收視率 | 尼爾森首都圈收視率 | 尼爾森首都圈收視率 |
| 集數 | 播出日期      | 家庭戶比例       | 人數（百萬）     | 家庭戶比例         | 人數（百萬）       |
| ---- | ------------- | ---------------- | ---------------- | ------------------ | ------------------ |
| 1    | 2025年7月25日 | 4.1%             | 0.736            | 3.9%               | 0.424              |
| 2    | 2025年7月26日 | 4.4%             | 0.818            | 4.8%               | 0.567              |
| 3    | 2025年8月1日  | 5.1%             | 0.929            | 5.5%               | 0.624              |
| 4    | 2025年8月2日  | 5.4%             | 1.106            | 6.0%               | 0.778              |
| 5    | 2025年8月8日  | 5.5%             | 1.014            | 5.9%               | 0.707              |
| 6    | 2025年8月9日  | 5.7%             | 1.057            | 6.4%               | 0.752              |
| 7    | 2025年8月15日 | 5.4%             | 0.963            | 5.7%               | 0.642              |
| 8    | 2025年8月16日 | 6.8%             | 1.267            | 7.3%               | 0.873              |
| 9    | 2025年8月22日 | 待定             | 待定             | 待定               | 待定               |
| 10   | 2025年8月23日 | 待定             | 待定             | 待定               | 待定               |

## 爭議
宋英奎於2025年6月19日酒駕，警方則於本劇首播前6小時正式公布此消息。由於本劇為事前製作，已於3月完成拍攝，因此劇組決定在不影響劇情的情況下，盡可能刪減他的戲份。8月4日，宋英奎被發現於車內身亡，享年55歲。

## 外部連結
- 官方网站 
- Daum上《TRY：我們成為奇蹟》的資料
- 在Netflix上觀看《TRY：我們成為奇蹟》

| SBS 金土劇                                 | SBS 金土劇                           | SBS 金土劇 |
| ------------------------------------------ | ------------------------------------ | ---------- |
|                                            | TRY：我們成為奇蹟 （2025年7月25日—） |            |
| 我們的電影 （2025年6月13日—2025年7月19日） | 家母螳螂 （2025年9月5日—）           |            |